# Plano Inclinado Gonçalves
O Plano Inclinado Gonçalves (PIG) localiza-se no Centro Histórico de Salvador, no estado brasileiro da Bahia. Constitui-se em um plano inclinado, um dos mais antigos da cidade, atrás da Catedral Basílica da Sé, e liga o bairro do Comércio ao Pelourinho. O seu acesso se dá, na Cidade Alta, pela praça Ramos de Queiroz e, na Cidade Baixa, pela rua Francisco Gonçalves.
Possui duas cabines com as dimensões de um bonde regular, cada uma com capacidade para transportar 36 passageiros ou 2,7 toneladas. Atualmente, está sob os cuidados da empresa Otis, fabricante original dos motores.

## História

### Antecedentes
O Plano Inclinado remonta a uma rampa aberta na encosta pelos Jesuítas no século XVII, razão pela qual ficou conhecido como o "Guindaste dos Padres".

### De 1874 a 1889

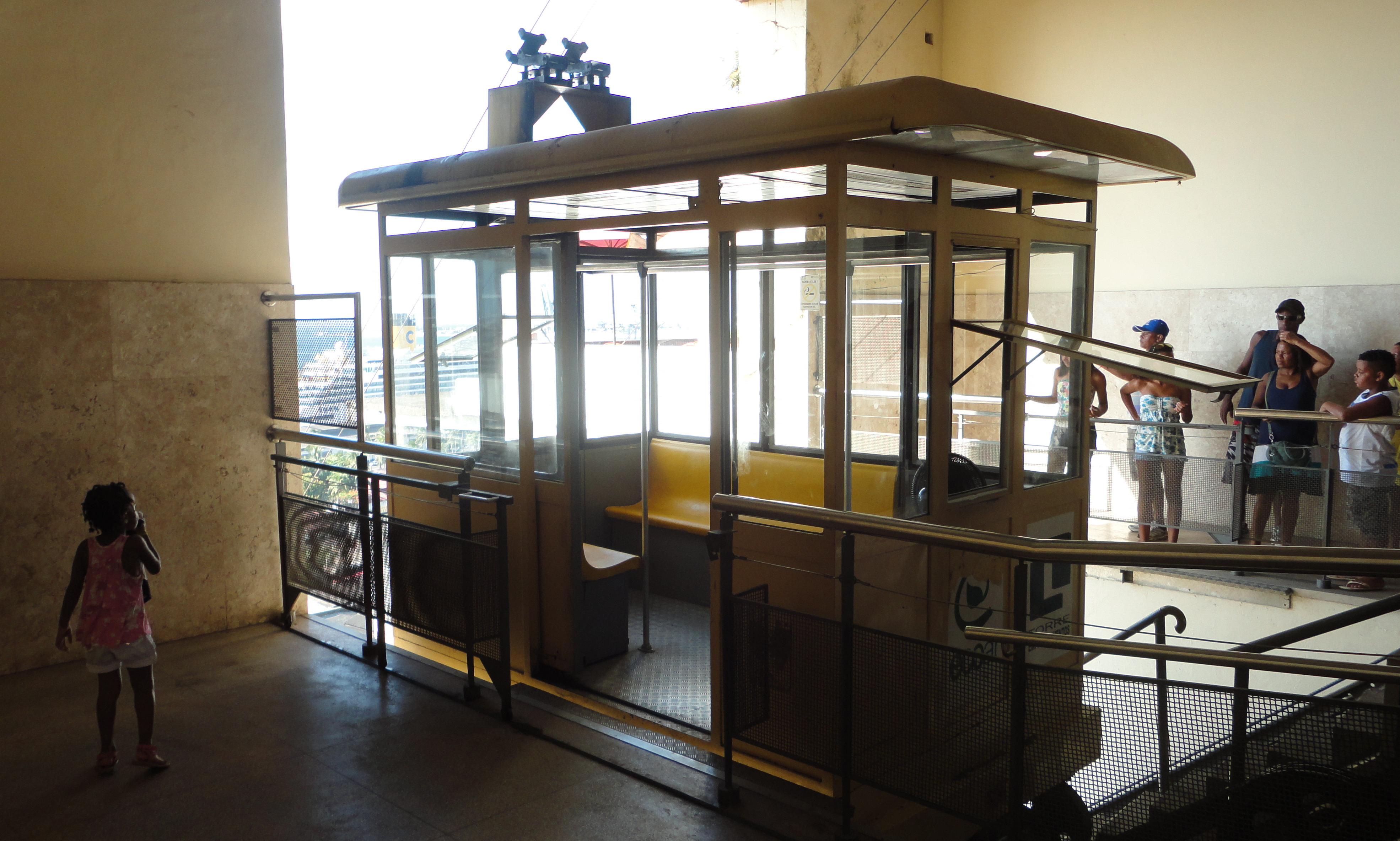
Cabine pronta para embarque na Cidade Alta, Praça Ramos de Queiroz.

Acredita-se que tenha sido inaugurado em 1874, quando teria trilhos e dois vagões. Em 1888, uma empresa inglesa, sem experiência no ramo, recebeu uma encomenda para um tipo de funicular, com carros constituídos por uma simples plataforma plana, que possivelmente em algum momento transportou bondes a cavalo, incluindo os animais. Posteriormente, recebeu uma cabina fechada, passando a transportar passageiros. A linha, denominada de "Chariot", conheceu vários acidentes, vindo a ser encerrada.
Outras informações dão conta de que a construção do Plano no lugar do Guindaste dos Padres deu-se antes da do Elevador do Taboão, entre 1887 e 1889, por iniciativa da Companhia Linha Circular de Carris da Bahia. O Plano Inclinado Isabel, como seria inicialmente chamado, foi inaugurado em 25 de dezembro de 1889, quando a Proclamação da República Brasileira já havia ocorrido; por isso, a homenagem à até então futura herdeira da coroa brasileira, princesa Isabel do Brasil, foi transferida para o comendador Manuel Francisco Gonçalves, diretor da Companhia construtora do Plano.

### De 1889 a 1931

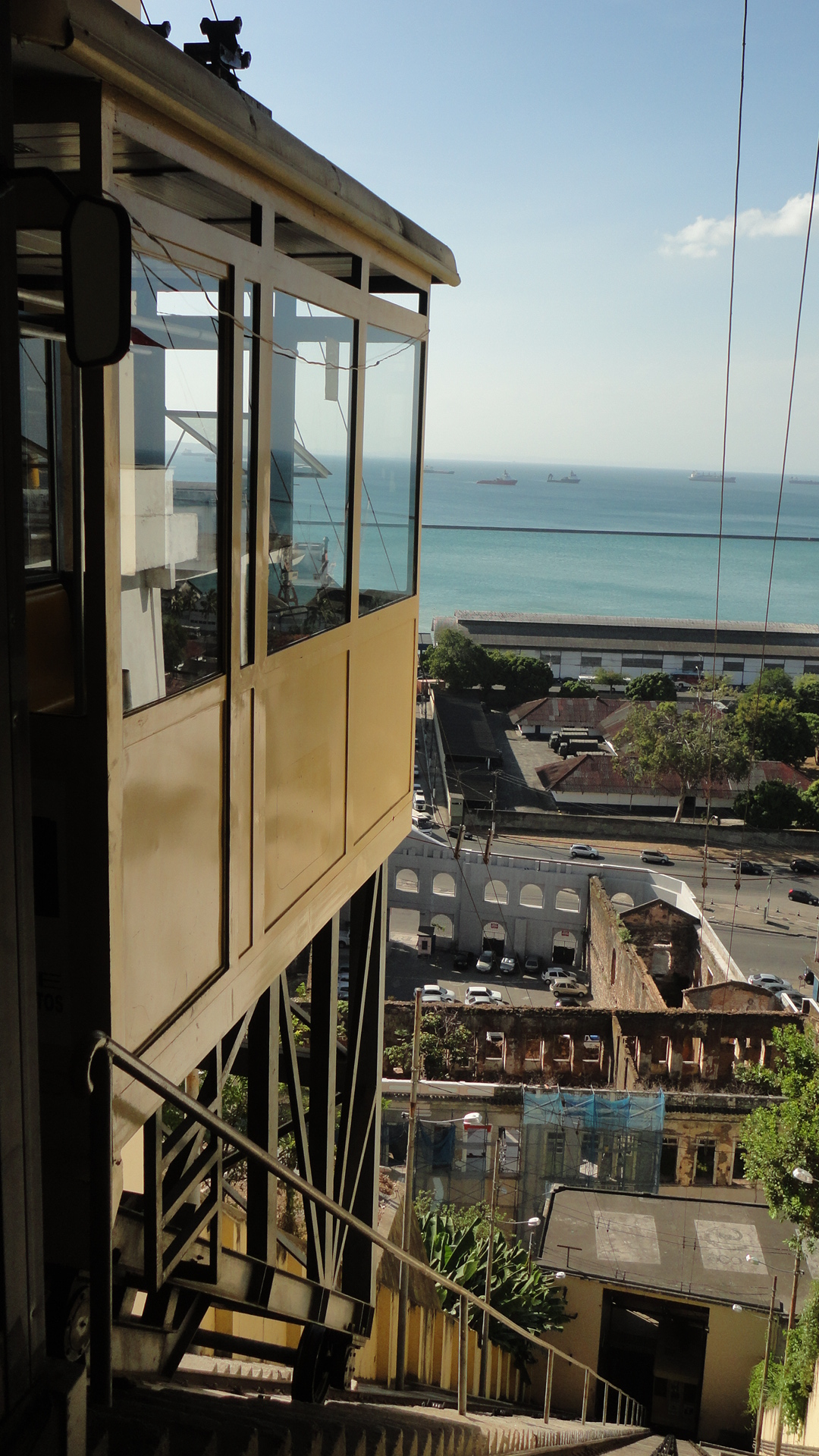
Vista da Cidade Baixa de Salvador a partir da plataforma de embarque na Cidade Alta.

Em 1889, a empresa alemã Maschinenfabrik Esslingen, próxima à Estugarda, forneceu um sistema completo convencional de funicular, incluindo trilhos, cremalheira, carros, propulsão a vapor e cabos de tração. Para a sua operação, foram construídas estações com escadarias na parte exterior dos trilhos. Ainda no mesmo ano, Niklaus Riggenbach, natural de Olten, na Suíça, com experiência no setor de trens a cremalheira e funiculares com cremalheira, recebeu uma encomenda para planificar uma nova linha, mais perfeita e segura do que o da empresa Maschinenfabrik Esslingen.
Em 1909 a linha foi eletrificada, recebendo ainda novos carros de tipo europeu, com compartimentos em diferentes degraus. No mesmo período, a estação inferior foi reconstruída. A reinauguração deu-se a 10 de junho de 1910.
Na passagem da década de 1920 para a década de 1930, a Companhia Linha Circular de Carris da Bahia contratou uma empresa da Dinamarca, a Christiani & Nielsen, para a modernização tecnológica e estética no Elevador Lacerda e no PIG, o que incluiu a alteração da inclinação da rampa (de 32º10' para 35º45') e a adoção de linhas retas e elementos geométricos de art déco nas fachadas. Essa nova reforma, finalizada em agosto de 1931, trouxe também novos carros, do tipo plataforma, fabricados pela empresa estadunidense J. G. Brill Company, sediada na Filadélfia. Estes caracterizavam-se pelo emprego de polos de trole com linha elétrica. A nova inclinação era necessária para a adaptação das plataformas das estações aos novos carros, agora também planas e com escadarias cobertas. Novos trilhos de gabarito padrão (1 435 milímetros) foram instalados, e a cremalheira foi removida.

### De 1931 aos dias atuais
O prefeito Hélio Ferreira Machado, por meio do Decreto n.º 1 503 de outubro de 1955, encampou o patrimônio da Companhia Linha Circular de Carris da Bahia. A empresa detinha o monopólio dos serviços municipais de transportes, luz e telefone, o que incluía os quatro ascensores e planos inclinados existentes, que passaram para a administração do então Serviço Municipal de Transportes Coletivos.
O Plano Inclinado, ao longo dos anos, conheceu períodos de fechamento, até que veio a ser novamente reinaugurado em 11 de março de 1998, mas a intermitência do serviço continuou. Em março de 2010, o serviço encontrava-se suspenso por motivos técnicos, o mesmo acontecendo em fevereiro de 2011. Finalmente, em 5 de fevereiro de 2014, o Plano Gonçalves voltou a funcionar, gratuitamente durante o primeiro mês pós-reforma, com investimento de 2,6 milhões de reais para deslocar 10 mil pessoas por dia. No início de agosto do mesmo ano, um curto-circuito levou à interdição do PIG, cujas raras peças de motor danificadas foram levadas para o Rio de Janeiro para fabricação de novas. A volta do funcionamento, após a chegada do novo motor, foi anunciada para 10 de outubro de 2014, porém ocorreu somente em 20 de outubro.
O equipamento ficou fechado por três dias em fevereiro de 2016, após o carnaval, para obras de troca dos motores. Por mais cerca de 90 dias, o modal ficou sem funcionar para novos serviços de modernização, que incluíram melhorias e renovação nos sistemas de freio, anticapotagem, elétrico, na acessibilidade, dois novos motores, remodelamento de peças, contenção do talude da encosta e reforma do 18.º Batalhão da Polícia Militar. A reforma teve investimento de 1,4 milhão de reais do governo municipal e levou à reabertura do Plano Gonçalves em 22 de agosto de 2016.